# Denis Leproux
Pour les articles homonymes, voir Leproux.
Denis Leproux, né le 16 décembre 1964 à Saint-Calais (Sarthe), est un cycliste et directeur sportif français. Coureur professionnel pendant cinq saisons au sein des formations Z-Peugeot et BigMat-Auber 93, il a été directeur sportif de l'équipe continentale japonaise Bridgestone Anchor de 2011 à 2014, puis dans l'équipe Bretagne-Séché Environnement à partir de 2015 qui devient Fortuneo-Vital Concept en 2016.

## Biographie
Denis Leproux commence sa carrière professionnelle en 1987 dans l'équipe Z-Peugeot. Pour ses débuts à ce niveau, il termine troisième de la Polymultipliée.
Après deux saisons, il retourne dans les rangs amateurs pendant neuf ans. Il y obtient plusieurs victoires importantes et gagne notamment le Tour de la Manche, le Tour de l'Ain, la Ronde de l'Isard ou le Tour des Pyrénées qu'il remporte à deux reprises.
Il redevient professionnel en 1998 dans l'équipe BigMat-Auber 93 et le reste jusqu'à la fin de la saison 2000. Cette année-là, il s'adjuge la quatrième étape du Tour de l'Ain. 
Entre 2005 et 2009, il est directeur sportif pour la formation Agritubel.
En 2010, c'est au sein de la formation Cofidis qu'il officie à la direction sportive.
De 2011 à 2014, il dirige l'équipe continentale japonaise Bridgestone Anchor. 
En 2015, il devient directeur sportif au sein de l'équipe Bretagne-Séché Environnement.

## Palmarès
- 1985
  - 2e de Paris-Lisieux
- 1986
  - Circuit des Deux Provinces
  - Tour de Loire-Atlantique
  - 1re étape du Tour du Limousin
  - Grand Prix de Puy-l'Évêque
  - 3e du Tour du Limousin
- 1987
  - 3e de la Polymultipliée
- 1988
  - 3e étape du Tour du Lyonnais
- 1989
  - Boucles catalanes
  - Grand Prix Rustines
  - 2e du Tour de la Creuse
  - 2e du Trophée des Châteaux aux Milandes
- 1990
  - 4e étape du Circuit de Saône-et-Loire
  - Trois Jours des Mauges
  - Grand Prix de la Tomate
  - 2e du Circuit du Morbihan
  - 2e du Circuit de Saône-et-Loire
- 1991
  - Circuit de Saône-et-Loire
  - Tour de la Manche
  - Nantes-Segré
  - Grand Prix de Puy-l'Évêque
  - Circuit des Remparts
  - Grand Prix de Fougères
- 1992
  - Tour de l'Ain
  - Tour de la Manche
  - Grand Prix de Saint-Étienne Loire
  - Bol d’Or des amateurs
  - Trophée des Châteaux aux Milandes
  - Grand Prix de Puy-l'Évêque
  - Tour de Vendée amateurs
  - 2e de Manche-Atlantique
  - 3e du Circuit des Remparts
- 1993
  - Championnat d'Île-de-France
  - 5e étape du Circuit des Mines (contre-la-montre)[2]
  - 2e étape du Tour de Corrèze
  - Tour Nivernais Morvan
  - Circuit des Remparts
  - Bol d’Or des amateurs
  - Trophée des Châteaux aux Milandes
  - 2e du Circuit des Mines
  - 2e du Tour du Roussillon
  - 2e du Grand Prix de Monpazier
  - 2e du Grand Prix de Puy-l'Évêque
  - 3e du Tour du Canton de Saint-Ciers
  - 3e du Tour de Corrèze
- 1994
  - Circuit boussaquin
  - Tour d'Auvergne :
    - Classement général
    - 3e étape

  - Tour de Gironde
  - Tour Nivernais Morvan
  - Tour de la Dordogne :
    - Classement général
    - 1re et 4e (contre-la-montre) étapes

  - Grand Prix de Pompadour
- 1995
  - Tour d'Auvergne :
    - Classement général
    - 2e et 4e étapes

  - Circuit de l'Aisne
  - Ronde du Sidobre
  - Prologue du Tour de la Vallée d'Aoste (contre-la-montre par équipes)
  - Trophée des Châteaux aux Milandes
  - 2e du Tour de la Manche
  - 3e de Nantes-Segré
- 1996
  - Colmar-Strasbourg
  - Tour des Pyrénées
  - Aragon-Béarn-Bigorre :
    - Classement général
    - 2e étape

  - 2e du Tour du Béarn
  - 2e des Trois Jours de Cherbourg
- 1997
  - Ronde de l'Isard
  - Tour du Chablais
  - Tour du Béarn
  - Tour des Pyrénées
  - Trophée des Châteaux aux Milandes
  - Grand Prix de Puy-l'Évêque
  - Tour de la Dordogne :
    - Classement général
    - 2e et 4e (contre-la-montre) étapes

  - Trois Jours de Cherbourg :
    - Classement général
    - 3e étape (contre-la-montre)

  - 3e étape du Tour de Moselle
  - 2e du Circuit des Mines
  - 2e du Tour de Moselle
- 1998
  - 4e étape du Circuit de Saône-et-Loire
  - 3e du Circuit de Saône-et-Loire
- 2000
  - 4e étape du Tour de l'Ain
- 2001
  - Tour de Franche-Comté :
    - Classement général
    - 4e étape

  - Route d'Or du Poitou
  - 2e du Trophée des Châteaux aux Milandes
  - 3e du Tour de Corrèze
  - 3e du Grand Prix de Monpazier
- 2002
  - Tour de Corrèze
  - Trophée des Châteaux aux Milandes
  - 3e du Tour du Canton de Gémozac

## Résultats sur le Tour de France
1 participation
- 1998 : 39e